# Vražemil
Vražemil (gonijolimon, trava svetog Ante, olovnica, lat. Goniolimon), biljni rod iz porodice vranjemilovki. Sastoji se od dvadeset priznatih vrsta grmova i trajnica. U Hrvatskoj rastu dvije vrste od kojih je jedna endemična, to je dalmatinski vražemil (G. dalmaticum), i druga tatarski vražemil.

## Vrste
1. Goniolimon africanum Buzurovic, Bogdanovic & Brullo
2. Goniolimon besserianum (Schult. ex Rchb.) Kusn.
3. Goniolimon callicomum (C.A.Mey.) Boiss.
4. Goniolimon caucasicum Klokov
5. Goniolimon dalmaticum (C.Presl) Rchb.
6. Goniolimon dshungaricum (Regel) O.Fedtsch. & B.Fedtsch.
7. Goniolimon elatum (Fisch. ex Spreng.) Boiss.
8. Goniolimon eximium (Schrenk) Boiss.
9. Goniolimon glaberrimum (Aiton) Klokov
10. Goniolimon gorczakovskyi Knjaz.
11. Goniolimon graminifolium (Aiton) Boiss.
12. Goniolimon heldreichii Halácsy
13. Goniolimon incanum (L.) Hepper
14. Goniolimon italicum Tammaro, Pignatti & Frizzi
15. Goniolimon krylovii A.V.Grebenjuk
16. Goniolimon orthocladum Rupr.
17. Goniolimon rubellum (S.G.Gmel.) Klokov
18. Goniolimon salicorniaceum (F.Muell.) Christenh. & Byng
19. Goniolimon sartorii Boiss.
20. Goniolimon sewerzowii Herder
21. Goniolimon speciosum (L.) Boiss.
22. Goniolimon tataricum (L.) Boiss.

## Sinonimi
- Muellerolimon Lincz.